# The Long Distance
The Long Distance ist ein deutscher Dokumentarfilm aus dem Jahr 2015 über zwei kenianische Läufer, die für eine Saison von einem deutschen Manager nach Deutschland geholt werden, um dort verschiedene Rennen zu gewinnen. Der Film ist die Abschlussarbeit des Regisseurs Daniel Andreas Sager an der Filmakademie Baden-Württemberg.

## Handlung
Die Dokumentation zeigt, wie der ehemals erfolgreiche deutsche Athletenmanager Volker Wagner die beiden kenianischen Läufer Felix Kiprotich und Eunice Chelagat Lelay für mehrere Wochen nach Deutschland holt, damit diese dort bei Rennen antreten und diese gewinnen können. Wagner selbst kassiert dabei 15 Prozent Provision vom Preisgeld; falls die Athleten nicht gewinnen sollten um ihm sein vorgestrecktes Geld, etwa für Flugtickets, zurückzuzahlen, macht er Verlust. Aufgrund seiner Geldsorgen und angetrieben durch seine Ehefrau Natalya lässt Wagner, der selbst verschuldet ist, zum Beispiel Eunice Chelagat Lelay verantwortungslos bei zwei Marathonläufen in einem Monat antreten. Zurück in der kenianischen Bergregion Eldoret berichten die beiden Läufer ihren Familien und Angehörigen über ihre Zeit in Deutschland.
Während ihrer Zeit in Deutschland treten die beiden kenianischen Athleten beim Paderborner Osterlauf, dem Kassel-Marathon, dem Vienna City Marathon und dem Mannheim-Marathon an.

## Hintergrund
Der kenianische Leichtathletikverband versuchte mehrmals, die Produktion des Dokumentarfilms zu stoppen, da gedacht wurde, der Film handle über Doping. So wurde dem Kamerateam mit Gefängnis gedroht und Manager Volker Wagner die Lizenz entzogen. Nach Sichtung durch den Verbandspräsidenten befand dieser das Filmmaterial als „zu schlecht fürs Fernsehen“. Beim Zürich Film Festival hatte „The Long Distance“ seine Weltpremiere und erhielt den „First Steps Award“.

## Auszeichnungen
- 2015: First Steps Award für Simon Riedl in der Kategorie „No Fear“[4]
- 2015: nominiert für die Kategorie „Fokus DE, AT, CH“ beim Zurich Film Festival